# Lu Xun

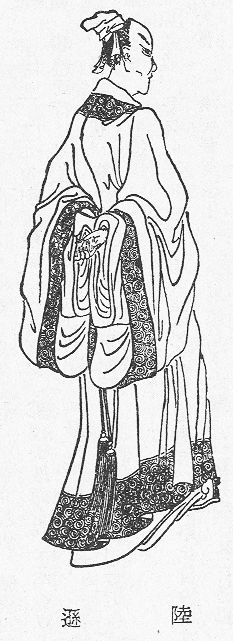
Lu Xun.

Lu Xun (183 - 245, em chinês 陸遜) foi um oficial de Wu Oriental durante a era dos Três Reinos da China.
Oficial de Wu, muito jovem ele foi promovido a estrategista, sucedendo a Lü Meng após a invasão de Jingzhou. Em 222, ele planejou o ataque contra as forças de Liu Bei, que estavam acampadas em Yi Ling. Com a ajuda de seu subordinado Zhu Ran, ele ordenou aos seus arqueiros a atirarem flechas de fogo, causando a destruição do acampamento de Shu e a desorganização total deste, facilitando com isso a vitória das tropas de Wu. O combate foi violento e muitos generais dos dois reinos morreram. Após essa vitória, Lu Xun se tornou não somente um grande estrategista, mas também um dos conselheiros mais próximos a Sun Quan. Ele foi o último grande conselheiro do império de Wu.

## Na cultura popular
Ele é um personagem nos jogos Dynasty Warriors, da Koei.